# Saint-Avit (Landes)
Saint-Avit ist ein Ort und eine französische Gemeinde mit 691 Einwohnern (Stand 1. Januar 2022) im Département Landes in der Region Nouvelle-Aquitaine (vor 2016: Aquitanien).

## Lage und Klima
Der Ort Saint-Avit liegt ca. 8 km (Fahrtstrecke) nordöstlich von Mont-de-Marsan in der historischen Provinz Gascogne in einer Höhe von ca. 100 m. Nächstgelegene größere Städte sind Dax (gut 66 km südwestlich) und Pau (ca. 100 km südlich). Das Klima wird vom Atlantik beeinflusst und ist gemäßigt; Regen (ca. 980 mm/Jahr) fällt übers Jahr verteilt.

## Bevölkerungsentwicklung
| Jahr      | 1800 | 1851 | 1901 | 1954 | 1999 | 2015 |
| Einwohner | 311  | 586  | 558  | 317  | 538  | 609  |

Der stetige Bevölkerungsrückgang seit der Mitte des 19. Jahrhunderts ist auf die Mechanisierung der Landwirtschaft und die Aufgabe von kleineren Bauernhöfen zurückzuführen. Einen erneuten Bevölkerungsschub erlebt die Gemeinde seit den 1970er Jahren.

## Wirtschaft
Die Land- und Forstwirtschaft bildet seit jeher die Lebensgrundlage der Bevölkerung. Im Ort selbst haben sich Kleinhändler, Handwerker und Dienstleister aller Art niedergelassen.

## Geschichte
Die Geschichte des Ortes reicht vielleicht noch in die gallorömische Zeit zurück. Im 11. Jahrhundert entstand die heutige Kirche. Vor und während des Hundertjährigen Krieges (1337–1453) gehörte das Gebiet zum Herzogtum Aquitanien, welches durch die Eheschließung Eleonores von Aquitanien mit Heinrich Plantagenet (1152) an das Haus Anjou fiel, welches im Jahr 1154 die englische Krone übernahm. Erst durch die Schlacht bei Castillon (1453) erfolgte die Angliederung der Gascogne an die französische Krone.

## Sehenswürdigkeiten
Die einschiifige Église Saint-Avit ist dem hl. Bischof Avitus von Vienne (um 460–518) geweiht; an ihr wurde vom 11. bis ins 15. Jahrhundert hinein gebaut. Zu den letzten Baumaßnahmen gehört die Erhöhung des Turmes um ein Wehrgeschoss. Seit dem Jahr 1996 ist das Bauwerk als Monument historique eingestuft.